# Hannah O'Neill
Hannah O'Neill (Tokyo, 8 gennaio 1993) è una ballerina neozelandese, danseuse étoile del balletto dell'Opéra di Parigi dal 2023.

## Biografia
Hannah O'Neill è nata a Tokyo da madre giapponese e padre neozelandese. Dal 1998 al 2007 ha studiato danza al Kishibe Ballet Studio e poi si è trasferita a Melbourne per perfezionarsi all'Australian Ballet School. Ha vinto il Prix de Lausanne nel 2009 e il primo premio del Youth America Grand Prix nel 2010.
Nel luglio 2011 è stata scritturata nel corps de ballet del balletto dell'Opéra di Parigi. Nel 2014 ha vinto la medaglia d'argento al Concorso internazionale di balletto di Varna. Nel 2016 è stata promossa al rango di premier danseur della compagnia, mentre nel 2023 viene proclamata danseuse étoile. Nel corso della sua carriera ha danzato alcuni dei maggiori ruoli del repertorio femminile, tra cui Odette e Odile ne Il lago dei cigni, Gamzatti ne La Bayadère e l'eponime protagonista in Giselle e Paquita, per cui ha vinto il Prix Benois de la Danse nel 2016.